# Dendrobium parishii
Espèce
Dendrobium parishii est une espèce de plantes à fleurs de la famille des Orchidaceae (les orchidées) et du genre Dendrobium originaire de Birmanie.